# Quesnelia violacea
Quesnelia violacea är en gräsväxtart som beskrevs av Maria das Graças Lapa Wanderley och S.L.Proença. Quesnelia violacea ingår i släktet Quesnelia och familjen Bromeliaceae. Inga underarter finns listade i Catalogue of Life.